# Атъшаланъ
„Атъшаланъ“ (на турски: Atışalanı) е квартал на Истанбул, разположен в околия Есенлер. Общата му площ е 0,62 км2. Според данни на Адресната система за регистриране на населението (ABPRS) към 2023 г. населението на „Атъшаланъ“ е 33 452 жители.